# Ribeira da Praia
Ribeira da Praia é um curso de água português localizado no concelho de Vila Franca do Campo, ilha de São Miguel, arquipélago dos Açores.
Este curso de água, drena uma área geográfica vasta cujo ponto mais elevado se encontra a cerca de 947 de altitude na Pico da Barrosa. Drena também parte da Reserva Natural da Lagoa do Fogo e parte do Vulcão do Fogo, local onde se localiza a Lagoa do Fogo.
Um dos seus afluentes encontra-se inserido na Serra de Água de Pau de que faz drenagem conjuntamente com a Ribeira das Três Voltas, a Ribeira das Barreiras e a Grota das Pedras. Dado o seu acentuado caudal possui uma instalação hidroeléctrica que aproveita a corrente tem uma capacidade de produção de cerca de 0,8 MW.
Este curso de água desagua no Oceano Atlântico, na Praia dos Trinta Reis, costa Sul da ilha depois de atravessar a localidade de Água de Alto.